# Multiple (mathématiques)
Pour les articles homonymes, voir Multiple.
En arithmétique, un multiple d'un nombre entier n est un nombre qui peut s'écrire comme le produit de n par un autre nombre entier.

## Caractéristiques
Un multiple de n est un nombre N qui peut s’écrire sous la forme N = n × k, avec k un nombre entier. Par exemple, 60 est un multiple de 15, car 60 = 15 × 4 et 4 est un nombre entier.
Si n est un multiple de d (avec d non nul), alors d est un diviseur de n.
La liste des plus petits multiples d'un nombre entier est donné dans la table de multiplication de ce nombre.

## Cas particuliers
Tout nombre entier est un multiple de 1 et de lui-même (ex. : 3 = 1 × 3 ou 3 = 3 × 1), et un nombre premier n’est un multiple que de 1 et lui-même (ex. : 13 = 13 × 1).
L'entier 0 est un multiple de tout nombre entier n, car 0 = 0 × n.